# Боклан, Николай Владимирович
Никола́й Влади́мирович Бокла́н (укр. Микола Володимирович Боклан; род. 13 октября 1963, Киев, Украинская ССР, СССР) — советский и украинский актёр театра и кино. Народный артист Украины (2021). Заслуженный артист Украины (2008). Ведущий актёр Киевского академического театра драмы и комедии на левом берегу Днепра (1997—2017).

## Биография
Николай Боклан родился 13 октября 1963 года в Киеве.
В 1988 году окончил актёрский факультет Киевского института театрального искусства имени И. К. Карпенко-Карого (курс Бориса Ставицкого).
С 1988 по 1997 годы — актёр Киевского академического Молодого театра (до 1995 года — Киевский академический молодёжный театр), а с 1997 года — Киевского академического театра драмы и комедии на левом берегу Днепра. В 2017 году покинул театр из-за принятого закона о переходе театральных работников на обязательную контрактную основу.

### Семья
- Старший брат — Станислав Боклан (род. 12 января 1960), актёр, народный артист Украины (2016), служил в Киевском академическом Молодом театре[4].

## Творчество

### Роли в театре

#### Киевский академический Молодой театр
- «Войцек»[3] (по пьесе «Войцек» Георга Бюхнера; режиссёр — Дмитрий Лазорко[5]) —
- 1997 — «День любви, день свободы» («Пятница»)[3] (по пьесе Гуго Клауса; режиссёр — Дмитрий Лазорко[5]) —

#### Национальный центр театрального искусства имени Леся Курбаса(Киев)
- 1998 — «Настасья Филипповна» (по роману «Идиот» Фёдора Достоевского) — князь Мышкин[3][6].

#### Киевский академический театр драмы и комедии на левом берегу Днепра
- 1997 — «Мелкий бес» (по роману «Мелкий бес» Фёдора Сологуба; режиссёр — Юрий Одинокий) — Авиновицкий[3]
- 1997 — «Любовь к трём апельсинам» (по пьесе «Любовь к трём апельсинам» Карло Гоцци) — принц Тарталья
- 1998 — «Ты, которого любит душа моя» (по пьесе «Овечка» Надежды Птушкиной; режиссёр — Дмитрий Лазорко) — Иаков
- 1998 — «Венецианский мавр» (по пьесе «Отелло» Уильяма Шекспира) — Кассио
- 1998 — «Рогоносец» (по пьесе «Великолепный рогоносец» Фернана Кроммелинка) — Петрюс
- 1999 — «Так закончилось лето…» (по роману «Люси Краун» Ирвина Шоу; режиссёр — Эдуард Митницкий) — Тони
- 1999 — «Вечный муж» (по повести «Вечный муж» Фёдора Достоевского) — начальник станции
- 2000 — «Смерть Тарелкина» (по одноимённой пьесе Александра Сухово-Кобылина) — Расплюев, Омега
- 2000 — «Анна Каренина» (по роману «Анна Каренина» Льва Толстого; режиссёр — Эдуард Митницкий) — Алексей Вронский
- 2000 — «Нехай одразу двох не любить…» (по пьесе «Ой, не ходи, Грицю, тай на вечерницы» Михаила Старицкого) — Парубок
- 2001 — «Много шуму в Париже» (по комедии «Господин де Пурсоньяк» Жана-Батиста Мольера) — Сбригани, неаполитанец
- 2001 — «Зрители на спектакль не допускаются!» (по пьесе «Театр» Майкла Фрейна; режиссёр — Юрий Одинокий) — Филипп Брент, он же Шейх, он же Фредерик Феллоуз
- 2002 — «Любовь времён Людовика» (по пьесе «Жорж Данден, или Одураченный муж» Жана-Батиста Мольера) — Жорж Данден, богатый крестьянин, муж Анжелики
- 2004 — «Комедия о прелести греха» (по пьесе «Мандрагора» Николло Макиавелли) — Сиро
- 2004 — «Наш городок» (по пьесе «Наш городок» Торнтона Уайлдера) — доктор Гиббс
- 2004 — «Вишнёвый сад» (по пьесе «Вишнёвый сад» Антона Чехова) — Лопахин Ермолай Алексеевич, купец
- 2005 — «Сирано де Бержерак» (по пьесе «Сирано де Бержерак» Эдмона Ростана; режиссёр — Андрей Билоус) — Сирано де Бержерак
- 2006 — «26 комнат…» (по пьесе «Леший» Антона Чехова; режиссёр — Эдуард Митницкий) — Иван Иванович Орловский, помещик
- 2007 — «Опасные связи» (по роману «Опасные связи» Шодерло де Лакло; режиссёр — Андрей Билоус) — Виконт де Вальмон
- 2007 — «Розовый мост» (по роману «Мосты округа Мэдисон» Роберта Джеймса Уоллера) — Дэниэл Джонсон
- 2008 — «Лолита» (по роману «Лолита» Владимира Набокова; режиссёр — Андрей Билоус) — доктор Куилти
- 2008 — «Ричард ІІІ» (по пьесе «Ричард III» Уильяма Шекспира; режиссёр — Андрей Билоус) — герцог Бекингем
- 2009 — «Играем Чонкина» (по роману «Жизнь и необычайные приключения солдата Ивана Чонкина» Владимира Войновича; руководитель постановки — Эдуард Митницкий) — командир Губа, председатель Голубев
- 2010 — «Три сестры» (по пьесе «Три сестры» Антона Чехова; режиссёр — Эдуард Митницкий) — Александр Игнатьевич Вершинин, подполковник, батарейный командир
- 2011 — «Сезон любви» («Высшее благо на свете…») (по пьесе «Месяц в деревне» Ивана Тургенева; режиссёр — Андрей Билоус) — Игнатий Ильич Шпигельский, доктор
- 2012 — «Звонок из прошлого» (по одноимённой пьесе Анатолия Крыма; режиссёр — Владимир Цывинский) — Виктор
- 2013 — «Чего хотят женщины?» (по мотивам античных комедий Аристофана; режиссёр — Андрей Билоус) — Хремет

### Фильмография
1. 1979 — Вавилон XX — эпизод
2. 1991 — Два шага до тишины — Толмачёв
3. 1993 — Золото партии — Александр Никитин
4. 1994 — Выкуп
5. 1994 — Несколько любовных историй — Фульвио
6. 1994 — Американский блюз — бандит
7. 1995 — Атентат. Осеннее убийство в Мюнхене — Лемко Максимчук, боевик УПА
8. 1995 — Гелли и Нок
9. 1995 — Казнённые рассветы — Герасимчук
10. 1995 — Остров любви — Он
11. 1995 — Репортаж — второй угонщик
12. 1998 — Седьмой маршрут
13. 1999 — Как закалялась сталь (Украина, Китай) — Жухрай
14. 2000 — Похождения брошенного мужа — Дмитрий
15. 2000 — Чёрная рада — Кирило Тур
16. 2003 — Дух земли — Сергей Чоканюк
17. 2003 — Европейский конвой — Семёныч, спецназовец
18. 2003 — За двумя зайцами — Саня
19. 2004 — Железная сотня — Громенко
20. 2004 — Женская интуиция — Юра, знакомый Инги
21. 2005 — Кушать подано, или Осторожно, любовь! — Валентин, водитель
22. 2006 — А жизнь продолжается — Николай, водитель
23. 2006 — Богдан-Зиновий Хмельницкий — Данила Нечай, полковник
24. 2006 — Девять жизней Нестора Махно (серии № 1 и № 4) — Демьян Захарович
25. 2006 — Золотые парни 2. Кровавый круг — Валерий Туманов, пилот
26. 2007 — Сокровище — Артур
27. 2007 — Жажда экстрима — милиционер в штатском
28. 2007 — Охламон — Сергей Смирнов
29. 2008 — Адреналин — Рогов
30. 2008 — Мужчина для жизни, или На брак не претендую — Аркадий
31. 2008 — Неодинокие — Иван
32. 2008 — Смерть шпионам. Крым — сотрудник СМЕРШа
33. 2009 — Блудные дети — пассажир
34. 2009 — Осенние цветы — полковник
35. 2009 — Правила угона — полковник из комиссии ГИБДД
36. 2009 — Чудо — сотрудник КГБ
37. 2010 — Вера, Надежда, Любовь — Юрий
38. 2011 — Бабло — Михалыч
39. 2011 — Байки Митяя — Данила, сосед Митяя
40. 2011 — Возвращение Мухтара 7 — Юрий Величко
41. 2011 — Картина мелом — Анатолий Тарасов, генерал МВД
42. 2011 — Лекарство для бабушки — Юрий Глебович, инструктор по вождению
43. 2011 — Медовая любовь — Филипп Евдокимович Чечин
44. 2011 — Новое платье Королёвой — Андрей Ильич Кузнецов, олигарх
45. 2011 — Пусть говорят — Георгий Васильевич, отец Миши
46. 2011 — Сваты 5 — Андрей Иванович, доктор, друг Берковича
47. 2011 — Я тебя никогда не забуду — Степан, председатель сельского совета
48. 2012 — Лекции для домохозяек — Виктор Петрович Клюев, директор комбината
49. 2013 — Бедная Liz — Митрохин, капитан полиции
50. 2013 — Агент — Тихонов, майор, сотрудник спецслужб
51. 2013 — Билет на двоих — Иван Тимофеевич Пригожин, отец Варвары
52. 2013 — Мотыльки — Василий, пожарный, муж Шуры
53. 2013 — Позднее раскаяние — Пётр Калинникович Краснов, пилот
54. 2013 — Тени незабытых предков —
55. 2013 — Я буду ждать тебя всегда — Николай Николаевич Кузнецов, хозяин теплицы
56. 2013 — Хайтарма — Григорий Николаевич, гвардии подполковник
57. 2014 — Давай поцелуемся — Александр, отец Татьяны
58. 2014 — Перелётные птицы — Алексей Алексеевич Баландин, бизнесмен
59. 2014 — Сын за отца — Валерьян Николаевич, мэр
60. 2014 — Узнай меня, если сможешь — Максимов, следователь прокуратуры
61. 2014 — Гордиев узел — Егор Полищук, капитан дальнего плавания, отец Евгении и Виктора
62. 2015 — Битва за Севастополь — друг отца Людмилы Павличенко
63. 2015 — Жребий судьбы — Борис Петрович, отец Алексея
64. 2015 — По законам военного времени — Михайлов, мастер цеха
65. 2016 — Приговор идеальной пары — следователь
66. 2016 — 25-й час — подполковник Фёдор Балакирев
67. 2017 — Сериал "Спецы-1" 20 серий — Константин, родной брат Аллы
68. 2018 — Сувенир из Одессы — Платон Андреевич Аркадьев
69. 2018 — Новогодний ангел - Григорий Иванович
70. 2019 — Выжить любой ценой — Николай Петрович
71. 2019 — Судья — Андрей Николаевич, крупный бизнесмен
72. 2019 — Швабра — Олег Игоревич Нечипоренко, народный депутат
73. 2020 — Сериал "Спецы-2" 20 серий — Константин, родной брат Аллы

### Дубляж
1. 2001 — Шрек — Осёл (украинский дубляж)
2. 2003 — В поисках Немо — Мистер Скат (украинский дубляж)
3. 2004 — Шрек 2 — Осёл (украинский дубляж)
4. 2005 — Цыплёнок Цыпа — директор Фэтчит (украинский дубляж)
5. 2007 — Рататуй — диктор кулинарного канала (украинский дубляж)
6. 2007 — Шрек Третий — Осёл (украинский дубляж)
7. 2007 — Симпсоны в кино — Расс Каргилл (украинский дубляж)
8. 2008 — Мадагаскар 2 — Зуба (украинский дубляж)
9. 2010 — Шрек навсегда — Осёл (украинский дубляж)
10. 2011 — Кунг-фу панда 2 — Мастер Носорог-Громовержец (украинский дубляж)
11. 2011 — Рио — Найджел (украинский дубляж)
12. 2014 — Рио 2 — Найджел (украинский дубляж)
13. 2016 — Зверополис — Леодор Златогрив (украинский дубляж)